# Bunga bunga
Bunga bunga és una expressió, referenciada en el curs del segle xix sobretot a la literatura de viatges i els manuals de botànica, principalment com a topònim d'Austràlia o com un costum aborigen de la mateixa nació. El terme va ser restablert el 1910 com a part d'una broma o mentida famosa, la «Broma Dreadnought» durant el qual es va deixar intencionadament significar el seu origen africà, amb l'atribució d'un significat incert. L'expressió s'ha fet novament coneguda a Itàlia com en altres països, a partir de l'any 2010, per indicar les festes amb presumpte rerefons eròtic-sexual que van tenir lloc a les viles de Silvio Berlusconi, aleshores President del Consell de Ministres d'Itàlia. De fet, alguns dels participants van informar quina part de la tarda es va dedicar al bunga bunga, encara que no és clar a quin acte es referien.

## Utilitzacions

### Literatura anglosaxona

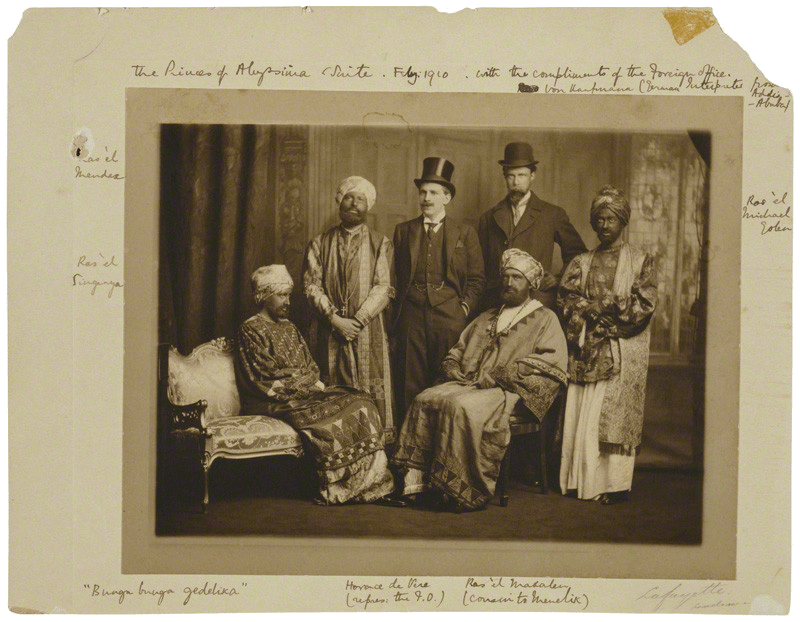
Els participants de la Broma Dreadnought, el primer personatge de l'esquerra és Virginia Woolf.

Com a topònim és atestat diverses vegades durant el segle xvii per indicar un lloc a la vora de la badia de Moreton a la costa est d'Austràlia. En aquests termes es parla àmpliament el 1845 en els Diaris d'Edward John Eyre, així com en algunes publicacions sobre botànica durant els anys 1851 i 1852, en les quals també destaquen la importància dels festivals indígenes.

#### Broma Dreadnought
El 1910, un grup d'anglesos, incloent l'escriptora Virginia Woolf, disfressats de prínceps abissinis, van obtenir el permís per visitar el cuirassat HMS Dreadnought, un dels més grans vaixells de guerra britànic de la Royal Navy de l'època. Cada vegada que el comandant els mostrava una meravella de la nau, ells murmuraven: «Bunga, bunga!». L'incident va ser conegut com a «hoax Dreadnought» (broma Dreadnought), i el terme va esdevenir un popular eslògan de l'època.

#### Humor antropològic
Durant el segle xx, el terme apareix al món anglosaxó en una divertida història en què tres antropòlegs i exploradors: es perden en una àrea silvestre fins que acaben sent capturats per una població indígena. El cap del llogaret els va preguntar si preferien «la mort o el bunga bunga», el primer antropòleg va escollir el «bunga bunga», que va provocar reaccions d'alegria entre la població local que, després de torturat i humiliat, el van cremar viu; el segon explorador, dubtós, va pensar que el cap havia entès per errada «la mort» i també va demanar «el bunga bunga», amb gran entusiasme, altra vegada, per part dels indígenes; el tercer explorador, aleshores, va escollir directament «la mort», llançant al caos als components de la tribu; el cap aleshores, li va dir: «Vostè va demanar la mort i la mort s'estima, però primer tindrà una mica de bunga bunga».

### Cultura popular italiana
En la llengua italiana, la historieta anglesa dels indígenes va ser representada per diversos comediants des dels anys vuitanta del segle xx, de vegades amb una lleugera variació de la paraula «Bumba Bumba» en comptes de «Bunga bunga», i gairebé sempre amb la sodomia com una forma de tortura a la qual van ser sotmesos els exploradors. L'any 1994, el grup de rock Charlie & The Gats va incloure a l'àlbum Orzinuovi la cançó «Bumba Bumba», inspirada per aquesta història.

### Ús a Itàlia en la dècada de 2010

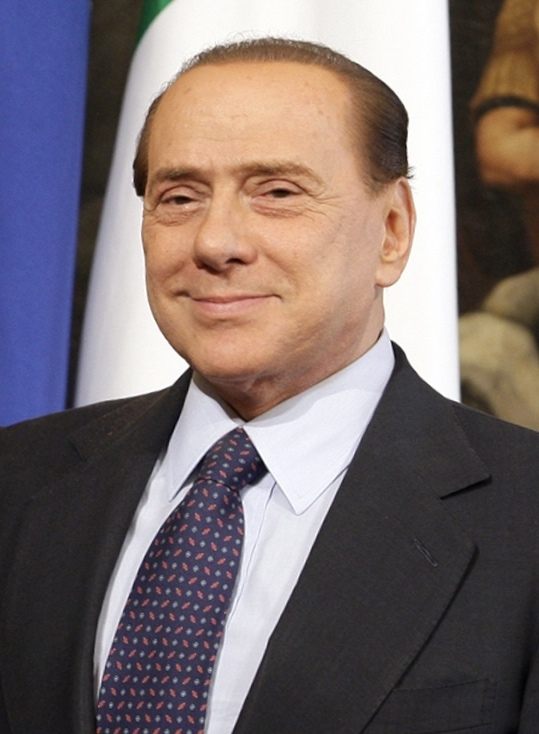
Silvio Berlusconi (2010).

El terme Bunga bunga torna a la fama a Itàlia l'any 2010, i després en l'àmbit internacional, a partir de la publicació d'escoltes telefòniques entre l'empresari Silvio Berlusconi -en aquest moment President del Consell de Ministres d'Itàlia- i algunes persones involucrades en l'anomenat escàndol Rubygate. En aquestes interseccions, s'informa que el mateix Berlusconi pronuncia el terme en una versió modificada de la història humorística -en la qual els exploradors són reemplaçats per membres del centre-esquerra, mentre que Bunga bunga es converteix en un ritual de la violència sexual-. En aquest moment, a Itàlia, el terme «es converteix a l'instant en una expressió còmica». En correspondència amb una de les protagonistes de la història, Karima El Mahroug, coneguda com a «Ruby Rubacuori», el Bunga bunga és un ritual sexual que Berlusconi hauria après en aquell temps del líder libi Muammar Gaddafi. Fora d'Itàlia, el Bunga bunga del Rubygate es descriu com una espècie d'orgia sota l'aigua en una piscina, un ritual d'inspiració africana, realitzat per moltes dones nues per a espectadors masculins. Una explicació alternativa sobre l'ús del terme per Berlusconi el va donar l'actriu Sabina Began, segons la qual es tracta d'un sobrenom per identificar-lo. A causa d'aquestes revelacions a través d'escoltes telefòniques, Silvio Berlusconi va ser condemnat a set anys de presó per extorsió en primer grau i per explotació de la prostitució infantil. A l'apel·lació, el 18 de juliol de 2014, Berlusconi va ser absolt de tots els càrrecs, perquè el respecte dels càrrecs d'extorsió, «el fet no existeix» i per què, amb referència a l'acusació de prostitució infantil, «no constitueix un delicte penal».

#### Música i el cinema
En la cultura popular, l'expressió va tenir èxit, tant que Elio e Storie Tese van fer una cançó satírica, tocada en viu per primera vegada a la transmissió Parla con me del 28 d'octubre de 2010, sobre la base del Waka Waka (This Time for Africa per Shakira. La banda de heavy metal italiana Trick or Treat ha gravat la cançó Heavy Metall Bunga Bunga, inspirada al Rubygate. En el 2011, els directors de cinema pornogràfic Andy Casanova i Marco Trevi van dirigir Bunga Bunga Presidente, porno-paròdia dels esdeveniments relacionats amb el Rubygate.